# Cistus salvifolius
Cistus salvifolius — вид квіткових рослин родини чистові (Cistaceae). Назва роду Cistus походить від давньогрецького слова κίσθος, що означає «кошик», в той час, як назва виду salviifolius стосується зморщеного листя.

## Опис
Цей густий чагарник досягає в середньому 30–60 сантиметрів у висоту, з максимумом 100 см. Овальної форми зелене листя завдовжки від 1 до 4 см, повстяне з обох сторін, з коротким черешком (2–4 мм). Суцвіття містить один або кілька круглих квіток, на довгих ніжках, розташованих на пазухах листків. П'ять білих пелюсток містять жовту пляму біля основи, утворюючи віночок 4–6 см в діаметрі. Тичинки також жовті й пильовики проливають рясний жовтий пилок. Ця рослина запилюється комахами, особливо бджолами. Період цвітіння триває з квітня по травень. Плоди п'ятикутні капсули, 5–7 мм завдовжки.

## Поширення
Ця рослина віддає перевагу сухим пагорби, чагарникам і рідколіссям, на висоті 0–1200 метрів над рівнем моря. Росте дуже швидко після пожежі. Батьківщиною рослині є середземноморський регіон, росте в південній частині Європи і в деяких районах Західної Азії та в Північній Африці.